# 波斯尼亞的伊莉莎白
波斯尼亞的伊莉莎白（1339年—1387年1月）是匈牙利和克罗地亚的王后、波兰的王后。丈夫是匈牙利国王拉约什一世。在1382年至1385年期间，以及1386年后丧夫，后担任匈牙利和克罗地亚的摄政。女儿由波兰女王雅德维加和匈牙利女王玛丽亚一世。